# 큰귀우는토끼
큰귀우는토끼 또는 큰귀피카(Ochotona macrotis)는 우는토끼과에 속하는 포유류의 일종이다. 아프가니스탄과 중국, 인도, 카자흐스탄, 네팔, 파키스탄 그리고 타지키스탄의 산악 지대에서 발견되며, 무너져 내린 바위 부스러기와 바위 사이에 둥지를 만들어 서식한다고 한다.